# Mongrels
Mongrels est une série télévisée comique britannique en 17 épisodes de 30 minutes créée par Adam Miller et diffusée entre le 22 juin 2010 et le 19 décembre 2011 sur BBC Three. Elle reprend les codes du Muppet Show en y incluant des thèmes pour adultes. Elle a été annulée à l'issue de sa deuxième saison.
Cette série est inédite dans les pays francophones.

## Synopsis
Mongrels est une série comique pour adultes dont les héros sont des marionnettes d'animaux. On s'intéresse donc à cinq animaux urbains qui traînent dans l'arrière-cour d'un bar et dont le quotidien est notamment ponctué par de la castration, de l'incontinence, du cannibalisme et des overdoses.

## Personnages
- Rufus Jones prête sa voix à Nelson. Très distingué, intelligent et sensible, Nelson est un renard métrosexuel qui veut se fondre parmi les humains, ce qu'il a bien du mal à accomplir.
- Dan Tetsell prête sa voix à Marion. Un chat presque attardé qui se fourre toujours dans des situations délicates, et dont Nelson vient au secours.
- Lucy Montgomery prête sa voix à Destiny. Un lévrier afghan égocentrique et égoïste qui déteste son maître Gary. Elle cherche à séduire et se soucie peu des autres.
- Katy Brand prête sa voix à Kali.Elle aime se réjouir et se moquer du malheur des autres, Kali est un pigeon qui déteste les humains.
- Paul Kaye prête sa voix à Vince. Très violent et vulgaire, Vince est un renard qui considère que les "vrais" animaux devraient tous se comporter comme lui.
- Tony Way dans le rôle de Gary, le maître de Destiny.

## Épisodes
1. Pilote non-diffusé

### Première saison (2010)
1. Titre français inconnu (Nelson the Online Predator)
2. Titre français inconnu (Destiny the Reluctant Sniffer Dog)
3. Titre français inconnu (Marion the Young Lover)
4. Titre français inconnu (Nelson the Stroke Virgin)
5. Titre français inconnu (Kali the Genetic Engineer)
6. Titre français inconnu (Destiny the Infection Risk)
7. Titre français inconnu (Marion the Superfluous Feed Character)
8. Titre français inconnu (Nelson the Naughty Arsonist)
9. Titre français inconnu (Mongrels Uncovered)

### Deuxième saison (2011)
1. Titre français inconnu (Marion and the Goldfish)
2. Titre français inconnu (Nelson and the Fortnight of the Living Dead)
3. Titre français inconnu (Destiny and the Vets)
4. Titre français inconnu (Vince and the C***'s Speech)
5. Titre français inconnu (Nelson and the Chimp)
6. Titre français inconnu (Nelson and the Human)
7. Titre français inconnu (Nelson and the Red Squirrel)
8. Titre français inconnu (Kali and the Urinary Infection)